# Popis
Popis (okazowanie) – tryb przeglądu chorągwi pospolitego ruszenia polskiej szlachty danego województwa bądź ziemi.
W wojsku polskim w XV-XVIII wieku był to pisemny spis żołnierzy danego oddziału dokonywany przez pisarza polnego. Spisywano ludzi, konie oraz uzbrojenie, a uzyskane informacje stanowiły podstawę do wypłaty żołdu.
W XVIII i XIX wieku popisem nazywano także pobór do wojska na podstawie konskrypcji i obowiązku powszechnej służby wojskowej.